# 羅璧
羅 璧（ら へき、生没年不詳）は、大元ウルスに仕えた漢人の一人。字は仲玉。鎮江府丹徒県の出身。大元ウルスの初期に江南と大都を結ぶ海運の発達に寄与したことで知られる。

## 概要
羅璧の父の羅大義は南宋に仕える将であった。羅璧は13歳にして孤児となったが、朱禩孫の配下となって四川方面に赴き、武翼大夫・利州西路馬歩軍副総管の地位を得た。朱禩孫が荊湖の江陵に移るとこれに従ったが、そこで大元ウルスの将軍のエリク・カヤの攻撃を受けた。羅璧は朱禩孫とともにモンゴル軍に降って宣武将軍・管軍千戸の地位を受け、アジュ率いる軍団に属することになった。至元15年（1278年）からは張弘範の軍団に加わって広南に進み、明威将軍・管軍総管に昇格となって金山に鎮撫した。4年間海盗の討伐に従事した後、上海に移って60艘の船を2カ月の内に建造した。
至元12年（1275年）から穀倉地帯の江南（マンジ）から糧食の運搬が始まったが、河川での運搬には限界があった。そこで、至元19年（1282年）に丞相のバヤンの提言によって江南から海路によって糧食を運び、直沽の港を経て京城（大都）に届けるという事業が始まった。この事業のために3カ運糧万戸が呉県に設置され、羅璧と崇明島の海商の朱清・張瑄が統轄を命じられた。羅璧ら3名は60日で平底船60隻を建造し、4万6千石余りを積載して同年8月に劉家港に集結した。劉家港を出航した船団は通州海門県を通り、外洋に出ると小島を縫いながら北上し至元20年（1283年）3月には直沽に至った。運搬には8カ月がかかったとはいえ、大量の食糧を一度に運搬することに成功した羅璧らは高く評価され、羅璧は懐遠大将軍・管軍万戸兼管海道運糧に任じられた。大元ウルスの海運事業が至元19年-20年（1282年-1283年）の羅璧・朱清・張瑄らによる食糧輸送に始まることは、『元史』巻93志42食貨志1海運条や「大元海運記」上に特筆されている。
朱清・張瑄と協力して海運路の開拓に成功した羅璧であったが、海上での活動には長けていても造船事業・水夫の確保などの面では海商あがりの朱清・張瑄に劣り、至元23年（1286年）には万戸府が3から2に縮小され海道運糧事業は朱清・張瑄によって独占されることになった。至元24年（1287年）にナヤンの乱が起こると、羅璧は海運によって遼東地方の中心地の遼陽に入り、錦州・広寧方面の補給を行ったため、この功績により昭勇大将軍とされた。至元25年（1288年）、直沽に至る水路の整備を行い、昭毅大将軍・同知淮西道宣慰司事に昇格となった。その後、両淮地方の荒地を貧民に開墾させることを上請して許可され、実際に収穫量を増やすことに成功したため、更に鎮国上将軍・海北海南道宣慰使都元帥に昇格した。
大徳3年（1299年）、饒州路総管、ついで広東道宣慰使都元帥の地位を得た。広東方面には未だ大元ウルスの支配を受け容れない酋長がいたため、羅璧が彼等に官位を与え、帰服させたという。晩年には両淮地方の屯田を命じられたが、病により鎮江に帰り、そこで66歳にして亡くなった。息子には羅坤載がいた。